# Debby and the Never Ending
The Never Ending je americká country popová kapela z Los Angeles, Spojené státy americké založená v roce 2013. Kapela se skládá ze zpěvačky a producentky Debby Ryan, kytaristky a doprovodné zpěvačky Kyle C. Moore a Carmana Kubandy, klávesisty Harryho Allena a bubeníka Johnyho Franca.

## Kariéra
V roce 2011, Debby Ryan napsala několik písní pro Harryho Allena ve svém vlastním vydavatelství Ryan River Studio, a nakonec se stali přáteli. Debby a Harry spolu začali hrát a plánovali vytvořit kapelu. V roce 2012 se setkali s Johnem Francem, Kubandou Carmen, Edwinem Carranzou a Kyle C. Moore a vytvořili kapelu The Never Ending. Kapela začala zkoušet a psát ještě před založením. Dne 4. prosince 2013 skupina oficiálně přidala na Youtube upoutávku. Debby zveřejnila tuto zprávu: „Chci, abyste se setkali s lidmi, kteří vyprávějí příběhy se mnou. Pro mě, je vyprávění těchto příběhů s těmito lidmi je nejdůležitější součástí procesu. Chceme udělat něco, co bude po nás žít dál. Nabýváme něčeho nekončícího“. Proto název Never Ending — Nikdy nekončící.
V rozhovoru pro časopis Billboard, 14. února 2014, Debby oznamuje, že album One bude zveřejněno 24. června 2014. Také potvrdila, že první singl bude vydán v dubnu 2014.

## Členové

### Současní členové
Debby Ryan (* 13. května 1993 Huntsville, Alabama) je zpěvačka, skladatelka a hudební producentka. Debby je známá jako herečka ze seríálu Sladký život na moři (2008—2011), který hrál na Disney Channelu a poté v komediálním seriéle Jessie (2011—). Na začátcích své kariéry si zahrála v seriálech Pojďme do požární stanice, následovali The Longshots, Co když... (What if...), Sladký život dvojčat, 16 přání, Radio Rebel, Kristin's Christmas Past a Muppets Most Wanted. Vydala tři propagační singly k daným filmům Made of Matches, We Got the Beat a We Ended Right. Nahrála některé soundtracky a produkovala je ve vlastním studiu Ryan River Studio, od roku 2010.
Kyle C. Moore (* 27. června 1987 Albuquerque, Nové Mexiko ) je hlavní kytarista, také zpívá doprovodné vokály. Je kytaristkou ve skupině Ives the Band.
Johnny Franco (* Seattlu) je bubeník. Hrál k albům různách umělcům jako jsou Maná, Phillip Phillips, Manuel Romero, Kenny Lattimore, David Martinez a Cymphonique Miller. Franco je také pastorem ve třech křesťanských skupinách: Illustrious Minds Clothing, Sounds of Revival, The Bridge Youth.

### Bývalí členové
Edwin Carranza (* 7. ledna 1990 San Fernando, Kalifornie) je baskytarista. Režíroval koncertní turné Drama y Luz World Tour, mexické kapele Maná a turné Kenny Lattimore stejnojmennému umělci. Kubanda také pracuje jako ředitel v hudební akademii Warner Bros. Studoval dějiny hudby na kalifornské státní univerzitě v Northridgu. V roce 2010 vystoupil na události k založení Grammy.
Carman Kubanda (* Buckley, Washington) je druhý kytarista a doprovodný vokálista. Je kytaristaou ve skupině He Is We.
Harrison "Harry" Webster Allen (* 3. dubna 1991 v Seattlu) je klávesista.

## Diskografie

### Studiová alba
| Název alba | Podrobnosti                                                                              |
| ---------- | ---------------------------------------------------------------------------------------- |
| One        | - Vydáno: 24. června 2014 - Formát: CD, digitální stažení - Vydavatel: Ryan River Studio |

### Singlů
- 2014: Mulholland Drive
- 2015: Secondhand

### Videoklipy
| Píseň                             | Rok  | Režisér    |
| --------------------------------- | ---- | ---------- |
| "Santa Baby"                      | 2013 | Debby Ryan |
| "When The Dark Falls'" (Nevydaný) | 2014 | neznámo    |
| "Secondhand'"                     | 2015 | Debby Ryan |